# 1910-es tervszámú tengeralattjáró
Az 1910-es tervszámú tengeralattjáró (NATO-kódja: Uniform) egy kutatótengeralattjáró-osztály volt, amit a Szovjetunióban fejlesztettek és gyártottak az 1970-es évek végén és az 1980-as évek elején.

## Kapcsolódó szócikk
- Szovjet és orosz tengeralattjáró-osztályok listája